# Taiwans herrlandslag i basket
Taiwans herrlandslag i basket representerar Taiwan i basket på herrsidan. Laget slutade på fjärde plats i världsmästerskapet 1959.

### Fotnoter
1. ↑  Todor Krastev (27 mars 1959). ”Men Basketball World Championship 1959 Chile 16-31.01 - Winner Brasil” (på engelska). Sport Statistics. Arkiverad från originalet den 12 juli 2008. https://web.archive.org/web/20080712055644/http://todor66.com/basketball/World/Men_1959.html. Läst 24 juni 2015.